# Ейлун Джонс (тенісист)
Ейлун Джонс (англ. Alun Jones; нар. 26 квітня 1980) — колишній австралійський тенісист.
Найвищу одиночну позицію світового рейтингу — 123 місце досяг 13 серпня 2007, парну — 149 місце — 28 квітня 2003 року.
Найвищим досягненням на турнірах Великого шолома було 3 коло в парному розряді.

## Титули в одиночному розряді
| Легенда (одиночний розряд) |
| Великий шлем (0)           |
| Tennis Masters Cup (0)     |
| Серія Мастерс ATP (0)      |
| Тур ATP (0)                |
| Челлендери (2)             |
| Ф'ючерси (9)               |

| Ранг | Дата              | Турнір      | Покриття | Суперник у фіналі    | Рахунок       |
| 1.   | 19 листопада 2002 | Беррі       | Трава    | Пол Бакканелло       | 6–2, 6–2      |
| 2.   | 2 травня 2005     | Пхукет      | Тверде   | Патрік Шмельцер      | 6–1, 6–1      |
| 3.   | 16 травня 2005    | Пхукет      | Тверде   | Філліп Кінг          | 6–3, 6–1      |
| 4.   | 30 травня 2005    | Маспаломас  | Ґрунт    | Ігнасі Вільякампа    | 6–1, 6–2      |
| 5.   | 12 вересня 2006   | Гоуп-Айленд | Тверде   | Роберт Смітс         | 6–3, 7–6      |
| 6.   | 24 жовтня 2006    | Мілдьюра    | Трава    | Сем Грот             | 3–6, 7–5, 6–4 |
| 7.   | 31 жовтня 2006    | Беррі       | Трава    | Шеннон Неттл         | 6–4, 6–3      |
| 8.   | 20 березня 2007   | Лайнем      | Ґрунт    | Васіліс Мазаракіс    | 3–6, 6–1, 6–3 |
| 9.   | 10 липня 2007     | Філікстоу   | Трава    | Ніколя Турт          | 6–3, 6–4      |
| 10.  | 23 липня 2007     | Ноттінгем   | Трава    | Айсам-уль-Хак Куреші | 6–3, 4–6, 6–4 |
| 11.  | 9 грудня 2007     | Берні       | Тверде   | Раміз Джунейд        | 6–0, 6–1      |